# Wyborowa (vodka)

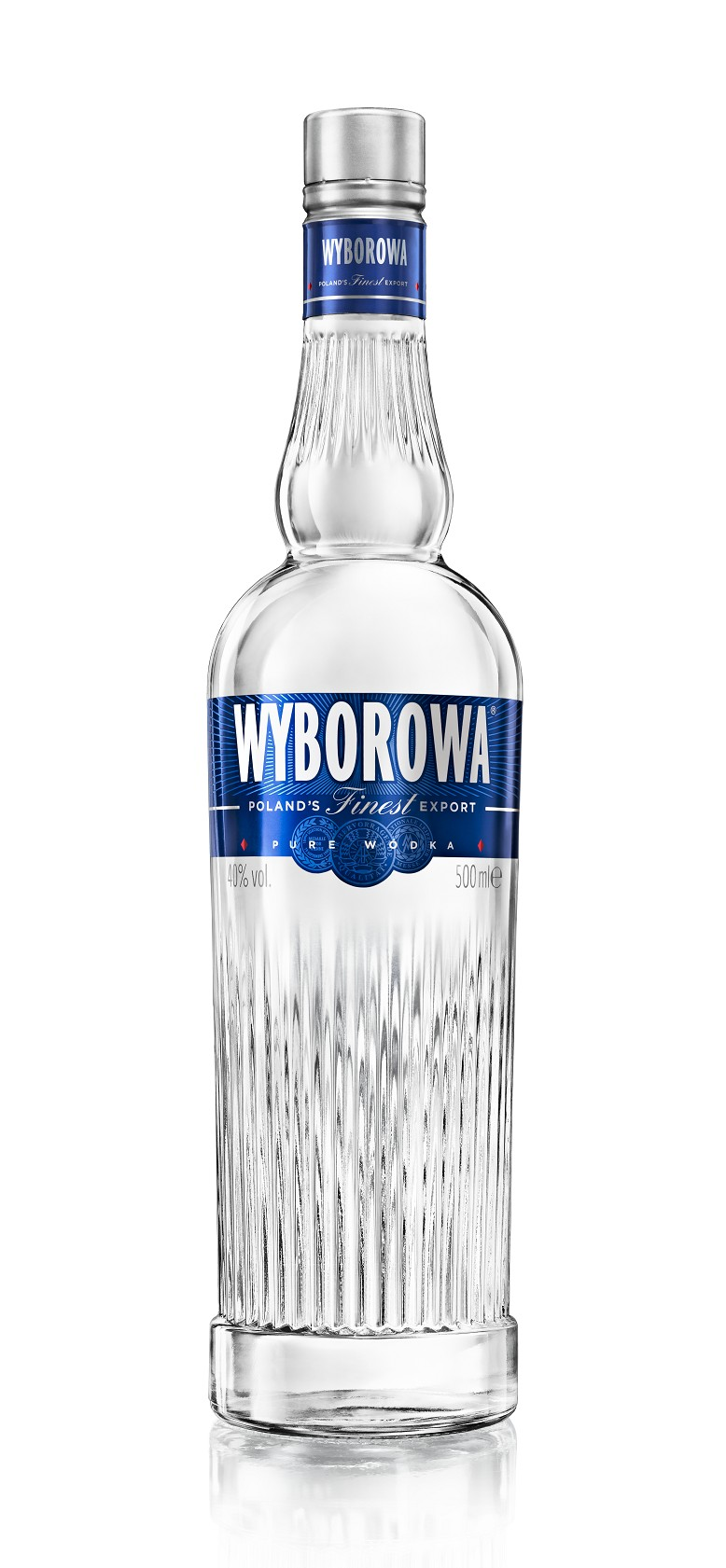
Vodka Wyborowa, ra mắt năm 1823, độ cồn 40%.

Wyborowa (Tính từ "Wyborowa" trong tiếng Ba Lan có nghĩa là giới tính nữ, có nguồn gốc từ "wyborowy" nghĩa là "tốt"). Wódka Wyborowa là một thương hiệu rượu vodka của Ba Lan. Tính từ wyborowa (bằng nghĩa với "fine" khi được sử dụng như một tính từ trong tiếng Anh). Từ này được sử dụng trong một bài báo, sau đó được thêm vào sau từ vodka dẫn đến cái tên cuối cùng là Wódka Wyborowa.
Sản phẩm rượu vodka Wyborowa vẫn luôn được ưa chuộng tại Ba Lan, cho đến năm 1873 thì việc xuất khẩu rượu vodka bắt đầu hình thành tại các nước Châu Âu. Năm 1927, Wyborowa trở thành thương hiệu rượu vodka đầu tiên trở thành một thương hiệu quốc tế. Trong những năm 1950 và 60, Wyborowa đã chinh phục được tất cả các nước lớn ở Châu Âu, chiếm hơn 60% tổng lượng vodka xuất khẩu sang Vương quốc Anh.
Sau giai đoạn chuyển đổi kinh tế vào cuối những năm 1980 và đầu những năm 90, nhà máy chưng cất Poznań, như nhiều nhà máy khác trong nước, đã lâm vào tình cảnh khốn khó, và suýt nữa thì phải nộp đơn xin bảo hộ phá sản. Tuy nhiên, do danh tiếng của sản phẩm trên thương trường quốc tế, mà nhà máy sản xuất rượu đã được nhà sản xuất rượu Pernod Ricard của Pháp mua lại. Đến năm 2009, vodka Wyborowa đã góp mặt tại 29 cuộc thi quốc tế, cùng với Wyborowa Exquisite (trước đây là Single Estate) đã nằm trong hạng mục Super Premium (rượu thượng hạng), với 29 huy chương, trong đó có 22 huy chương vàng. Ngoài ra, Wódka Wyborowa đã nhận được Danh hiệu Chất lượng Quốc tế tại các cuộc bình chọn Chất lượng Thế giới của Monde Selection vào năm 2012. Năm 2017, Wyborowa cho ra mắt loạt sản phẩm mới bao gồm: Wyborowa od Mistrza và Dark - vodka đen đầu tiên.

## Quy trình sản xuất
Wyborowa được sản xuất từ hạt lúa mạch đen, sử dụng quy trình chưng cất hai bước. Lúa mạch đen được gửi đến các nhà máy chưng cất nông nghiệp nhỏ, thuộc sở hữu tư nhân, nơi lúa mạch đen được nghiền và chưng cất một lần để sản xuất rượu thô. Khi lúa mạch đen đến nhà máy chưng cất nông nghiệp, nó được nghiền và sau đó được nấu trong một bình lớn, bằng cách sử dụng nguồn nước nóng riêng của nhà máy. Sau đó, hỗn hợp được xử lý bằng các enzym, tạo điều kiện thuận lợi cho quá trình thủy phân tinh bột thành glucose. Đặc biệt, hỗn hợp từ lúa mạch, phải được lên men trong các thùng thép không gỉ. Khi quá trình lên men đã hoàn tất, chất lỏng thu được được gọi là 'nước rửa' và có độ cồn từ 7% đến 11% ABV. Loại nước cất này lại một lần nữa được chưng cất trong một cột đồng, và vẫn tạo ra một loại chất lỏng khoảng 90% ABV. Phải mất 3 kg lúa mạch đen để sản xuất một lít rượu Wyborowa. Loại "rượu thô" này sau đó được chuyển đến nhà máy chỉnh lưu để tinh lọc thêm lần nữa. Rượu thô lại được xử lý tiếp để loại bỏ tạp chất. Trước khi Wyborowa được đóng chai, rượu được điều chỉnh xuống 40% ABV bằng cách pha loãng nó với nước suối. Sau khi được pha loãng, vodka được đưa qua các tấm xenlulose tự nhiên và lưới lọc để loại bỏ các chất dạng hạt. Cuối cùng, vodka đã được tinh chế mới được bơm đến dây chuyền đóng chai, ước tính đóng gói 5.000 chai Wyborowa mỗi giờ.

## Thông tin bên lề
Hình dạng độc đáo của chai, được thiết kế bởi kiến trúc sư Frank Gehry.

## Đánh giá
Trong một phân tích được ủy quyền bởi TV RTS của Thụy Sĩ vào tháng 5 năm 2014, nhóm các phòng thí nghiệm Eurofins Scientific, đã tiết lộ trong thành phần của Wyborowa có mía hoặc ngô. Trong khi đó, thương hiệu Wyborowa chỉ đề cập duy nhất đến lúa mạch đen.